# マーカス・セミエン
- マーカス・シミエン

マーカス・アンドリュー・セミエン（Marcus Andrew Semien, 1990年9月17日 - ）は、アメリカ合衆国カリフォルニア州サンフランシスコ出身のプロ野球選手（内野手）。右投右打。MLBのテキサス・レンジャーズ所属。愛称はマハカス（Mahkus）（後述）。
MLB二塁手シーズン本塁打最多記録保持者（45本、2021年）。

## 経歴

### プロ入り前
高校時代は3度オールリーグに選ばれる活躍を見せ、2008年のMLBドラフト34巡目（全体1020位）でシカゴ・ホワイトソックスから指名されたが、カリフォルニア大学バークレー校へ進学した。大学時代は、1年目は打率.197に終わったが、2年目には打率.328を記録。3年目は打率.275だった。

### プロ入りとホワイトソックス時代

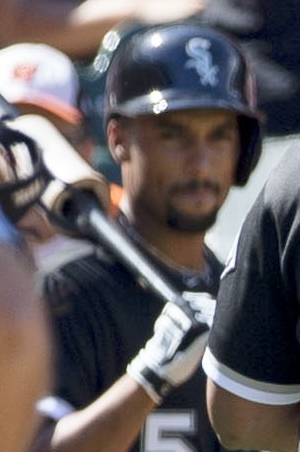
シカゴ・ホワイトソックス時代
（2013年9月7日）

2011年のMLBドラフト6巡目（全体201位）で再びホワイトソックスから指名され、6月30日に契約を結んだ。契約後、傘下のA級カナポリス・インティミディターズでプロデビュー。60試合に出場して打率.253、3本塁打、26打点、3盗塁を記録した。
2012年はA+級ウィンストン・セイラム・ダッシュでプレーし、107試合に出場して打率.273、14本塁打、59打点、11盗塁を記録した。
2013年はAA級バーミングハム・バロンズで開幕を迎え、105試合に出場。打率.290、15本塁打、49打点、20盗塁と結果を残し、サザンリーグのMVPを受賞した。8月にAAA級シャーロット・ナイツへ昇格し、32試合に出場して打率.264、4本塁打、17打点、4盗塁だった。9月3日にホワイトソックスとメジャー契約を結んでアクティブ・ロースター入りし、翌4日のニューヨーク・ヤンキース戦でメジャーデビュー。「9番・三塁手」で先発起用され、4打数2安打1打点2三振だった。9月23日のトロント・ブルージェイズ戦では、2回裏の第1打席にJ.A.ハップからMLB初本塁打をなる2点本塁打を放った。この年メジャーでは21試合に出場して打率.261、2本塁打、7打点、2盗塁を記録した。
2014年3月1日にホワイトソックスと1年契約に合意し、開幕ロースター入りした。開幕後は43試合に出場し、二塁手や三塁手として先発起用されていたが、6月2日にホセ・アブレイユが故障から復帰したため、AAA級シャーロットへ降格した。9月2日に登録枠拡大のため再昇格。この年は64試合に出場し、打率.234、6本塁打、28打点、3盗塁だった。

### アスレチックス時代

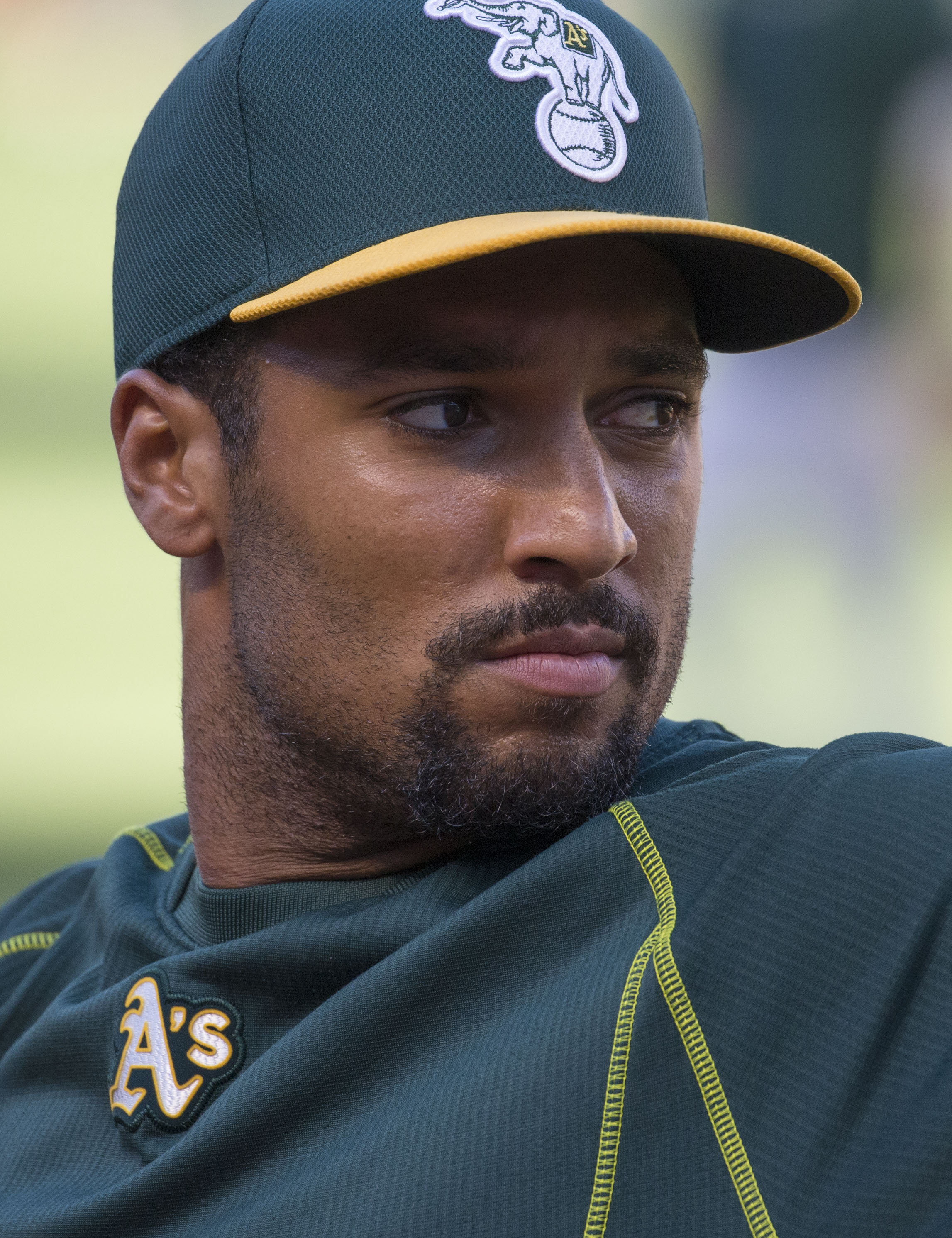
オークランド・アスレチックス時代
（2015年8月15日）

2014年12月9日にジェフ・サマージャ、マイケル・イノアとのトレードで、クリス・バシット、ジョシュ・フェグリー、ランヘル・ラベロと共にオークランド・アスレチックスへ移籍した。
2015年から遊撃手のレギュラーに定着。155試合に出場し、打撃面では打率.257、15本塁打、45打点、11盗塁という成績を記録。守備面では152試合で守り、アメリカンリーグワーストの35失策を喫した。
2016年は159試合の出場で、打率.238、27本塁打、75打点、10盗塁を記録した。守備ではア・リーグトップの477補殺を記録。
2017年は4月中旬に右手首を故障し、3か月近く離脱した。85試合の出場にとどまり、打率.249、10本塁打、40打点だった。
2018年は159試合で打率.255、15本塁打、70打点で、この年も補殺数1位を記録し、DRS+9、UZR+8.3はともにプラスに転じた。
2019年は全試合の162試合に出場して打率.285、33本塁打、92打点だった。オフにはシーズンMVP投票では3位に入った。また、同年から新設されたオールMLBチームのセカンドチーム遊撃手に選出された。
2020年オフの11月1日にFAとなった。

### ブルージェイズ時代
2021年1月30日にトロント・ブルージェイズと1800万ドルの単年契約を結んだ。ブルージェイズにはボー・ビシェットが正遊撃手として起用されているため、セミエンは正二塁手として起用される。
2021年4月3日のヤンキース戦でブルージェイズ移籍後初本塁打を記録した。5月は打率.368、8本塁打、22打点という成績を収め、キャリア初となるプレイヤー・オブ・ザ・マンスに選出された。7月1日にファン投票で自身初となるオールスターゲームに選出された。オールスターゲーム前日の7月12日に「6番・二塁手」で先発出場することが発表された。7月13日に開催されたオールスターゲームでは2回表にオールスターゲーム初打席に立ち、ブルワーズのコービン・バーンズから内野安打を放ち、先制点を記録し、オールスターゲーム初安打初打点を記録した。その後も好調を維持し、9月29日のヤンキース戦で、二塁手としてはシーズン歴代最多記録となる44号本塁打を放った。最終的な打撃成績は全162試合に出場して打率.265、45本塁打、102打点であった。
オフの11月3日にFAとなった。11月7日にはブルージェイズの選手として2017年のマーカス・ストローマン以来、ブルージェイズの二塁手としては2005年のオーランド・ハドソン以来、セミエンにとっては初となるゴールドグラブ賞を受賞した。11日には自身初となるシルバースラッガー賞を二塁手として受賞、23日には二塁手としては自身初めてオールMLBチームのファーストチーム二塁手に選出された。シーズンMVP投票では2019年以来となる3位に入った。

### レンジャーズ時代
2021年12月1日にテキサス・レンジャーズと7年総額1億7500万ドルの契約を結んだ。内訳は2022年が2500万ドル、2023年から2027年までが2600万ドルで、2028年が2000万ドルとなる。
2023年6月29日に二塁手部門のファン投票でレンジャーズ移籍後では初、通算2度目となるオールスターゲームに選出された。

## 人物
愛称のマハカス（Mahkus）は、アスレチックス時代のコーチだったロン・ワシントンが誤った発音で呼び続けたことに由来する。

## 詳細情報

### 年度別打撃成績
| 年 度     | 球 団     | 試 合 | 打 席 | 打 数 | 得 点 | 安 打 | 二 塁 打 | 三 塁 打 | 本 塁 打 | 塁 打 | 打 点 | 盗 塁 | 盗 塁 死 | 犠 打 | 犠 飛 | 四 球 | 敬 遠 | 死 球 | 三 振 | 併 殺 打 | 打 率 | 出 塁 率 | 長 打 率 | O P S |
| --------- | --------- | ----- | ----- | ----- | ----- | ----- | -------- | -------- | -------- | ----- | ----- | ----- | -------- | ----- | ----- | ----- | ----- | ----- | ----- | -------- | ----- | -------- | -------- | ----- |
| 2013      | CWS       | 21    | 71    | 69    | 7     | 18    | 4        | 0        | 2        | 28    | 7     | 2     | 2        | 0     | 1     | 1     | 0     | 0     | 22    | 1        | .261  | .268     | .406     | .673  |
| 2014      | CWS       | 64    | 255   | 231   | 30    | 54    | 10       | 2        | 6        | 86    | 28    | 3     | 0        | 2     | 0     | 21    | 0     | 1     | 70    | 6        | .234  | .300     | .372     | .673  |
| 2015      | OAK       | 155   | 601   | 556   | 65    | 143   | 23       | 7        | 15       | 225   | 45    | 11    | 5        | 1     | 1     | 42    | 1     | 1     | 132   | 16       | .257  | .310     | .405     | .715  |
| 2016      | OAK       | 159   | 621   | 568   | 72    | 135   | 27       | 2        | 27       | 247   | 75    | 10    | 2        | 1     | 1     | 51    | 1     | 0     | 139   | 12       | .238  | .300     | .435     | .735  |
| 2017      | OAK       | 85    | 386   | 342   | 53    | 85    | 19       | 1        | 10       | 136   | 40    | 12    | 1        | 1     | 3     | 38    | 0     | 2     | 85    | 3        | .249  | .325     | .398     | .722  |
| 2018      | OAK       | 159   | 703   | 632   | 89    | 161   | 35       | 2        | 15       | 245   | 70    | 14    | 6        | 2     | 7     | 61    | 1     | 1     | 131   | 12       | .255  | .318     | .388     | .706  |
| 2019      | OAK       | 162   | 747   | 657   | 123   | 187   | 43       | 7        | 33       | 343   | 92    | 10    | 8        | 0     | 1     | 87    | 2     | 2     | 102   | 11       | .285  | .369     | .522     | .892  |
| 2020      | OAK       | 53    | 236   | 211   | 28    | 47    | 9        | 1        | 7        | 79    | 23    | 4     | 0        | 0     | 0     | 25    | 0     | 0     | 50    | 3        | .223  | .305     | .374     | .679  |
| 2021      | TOR       | 162   | 724   | 652   | 115   | 173   | 39       | 2        | 45       | 351   | 102   | 15    | 1        | 0     | 3     | 66    | 0     | 3     | 146   | 9        | .265  | .334     | .538     | .873  |
| 2022      | TEX       | 161   | 724   | 657   | 101   | 163   | 31       | 5        | 26       | 282   | 83    | 25    | 8        | 0     | 10    | 53    | 0     | 4     | 120   | 7        | .248  | .304     | .429     | .733  |
| 2023      | TEX       | 162   | 753   | 670   | 122   | 185   | 40       | 4        | 29       | 320   | 100   | 14    | 3        | 0     | 5     | 72    | 1     | 5     | 110   | 5        | .276  | .348     | .478     | .826  |
| 2024      | TEX       | 159   | 718   | 650   | 101   | 154   | 27       | 2        | 23       | 254   | 74    | 8     | 3        | 0     | 1     | 64    | 2     | 3     | 105   | 9        | .237  | .308     | .391     | .699  |
| MLB：12年 | MLB：12年 | 1502  | 6539  | 5895  | 906   | 1505  | 307      | 35       | 238      | 2596  | 739   | 128   | 39       | 7     | 33    | 581   | 8     | 22    | 1212  | 94       | .255  | .323     | .440     | .763  |

- 2024年度シーズン終了時
- 各年度の太字はリーグ最高

### 年度別守備成績
| 年 度 | 球 団 | 二塁（2B） | 二塁（2B） | 二塁（2B） | 二塁（2B） | 二塁（2B） | 二塁（2B） | 三塁（3B） | 三塁（3B） | 三塁（3B） | 三塁（3B） | 三塁（3B） | 三塁（3B） | 遊撃（SS） | 遊撃（SS） | 遊撃（SS） | 遊撃（SS） | 遊撃（SS） | 遊撃（SS） |
| 年 度 | 球 団 | 試 合      | 刺 殺      | 補 殺      | 失 策      | 併 殺      | 守 備 率   | 試 合      | 刺 殺      | 補 殺      | 失 策      | 併 殺      | 守 備 率   | 試 合      | 刺 殺      | 補 殺      | 失 策      | 併 殺      | 守 備 率   |
| ----- | ----- | ---------- | ---------- | ---------- | ---------- | ---------- | ---------- | ---------- | ---------- | ---------- | ---------- | ---------- | ---------- | ---------- | ---------- | ---------- | ---------- | ---------- | ---------- |
| 2013  | CWS   | 3          | 1          | 7          | 0          | 0          | 1.000      | 17         | 5          | 30         | 3          | 2          | .921       | 3          | 7          | 13         | 0          | 0          | 1.000      |
| 2014  | CWS   | 26         | 51         | 78         | 4          | 23         | .970       | 33         | 14         | 72         | 10         | 9          | .896       | 3          | 0          | 3          | 0          | 1          | 1.000      |
| 2015  | OAK   | -          | -          | -          | -          | -          | -          | -          | -          | -          | -          | -          | -          | 152        | 214        | 407        | 35         | 99         | .947       |
| 2016  | OAK   | -          | -          | -          | -          | -          | -          | -          | -          | -          | -          | -          | -          | 159        | 235        | 477        | 21         | 109        | .971       |
| 2017  | OAK   | -          | -          | -          | -          | -          | -          | -          | -          | -          | -          | -          | -          | 85         | 125        | 241        | 9          | 45         | .976       |
| 2018  | OAK   | -          | -          | -          | -          | -          | -          | -          | -          | -          | -          | -          | -          | 159        | 198        | 458        | 20         | 79         | .970       |
| 2019  | OAK   | -          | -          | -          | -          | -          | -          | -          | -          | -          | -          | -          | -          | 161        | 186        | 436        | 12         | 85         | .981       |
| 2020  | OAK   | -          | -          | -          | -          | -          | -          | -          | -          | -          | -          | -          | -          | 53         | 59         | 147        | 7          | 17         | .967       |
| 2021  | TOR   | 147        | 202        | 317        | 8          | 86         | .985       | -          | -          | -          | -          | -          | -          | 21         | 16         | 46         | 1          | 5          | .984       |
| 2022  | TEX   | 148        | 252        | 398        | 7          | 89         | .989       | -          | -          | -          | -          | -          | -          | 17         | 24         | 43         | 2          | 7          | .971       |
| 2023  | TEX   | 162        | 270        | 388        | 6          | 109        | .991       | -          | -          | -          | -          | -          | -          | -          | -          | -          | -          | -          | -          |
| 2024  | TEX   | 159        | 214        | 389        | 7          | 77         | .989       | -          | -          | -          | -          | -          | -          | -          | -          | -          | -          | -          | -          |
| MLB   | MLB   | 645        | 990        | 1577       | 32         | 384        | .988       | 50         | 19         | 102        | 13         | 11         | .903       | 813        | 1064       | 2271       | 107        | 447        | .969       |

- 2024年シーズン終了時
- 各年度の太字はリーグ最高
- 各年度の太字年はゴールドグラブ賞受賞

### 表彰
- シルバースラッガー賞（二塁手部門）：2回（2021年、2023年）
- ゴールドグラブ賞（二塁手部門）：1回（2021年）
- プレイヤー・オブ・ザ・マンス：1回（2021年5月）
- オールMLBチーム[32]
  - ファーストチーム（二塁手）：2回（2021年、2023年）
  - セカンドチーム（遊撃手）：1回（2019年）

### 記録
- MLBオールスターゲーム選出：3回（2021年、2023年、2024年）

### 背番号
- 5（2013年 - 2014年）
- 10（2015年 - 2021年）
- 2（2022年 - ）